# Адміністративний устрій Збаразького району
Адміністративний устрій Збаразького району — адміністративно-територіальний поділ Збаразького району Тернопільської області на 1 селищну та 2 сільські громади, 1 міську та 29 сільських рад, які об'єднують 77 населених пунктів та підпорядковані Збаразькій районній раді. Адміністративний центр — місто Збараж.

## Список громадЗбаразького району
- Вишнівецька селищна громада
- Колодненська сільська громада
- Чернихівецька сільська громада

## Список радЗбаразького району
| №  | Назва                           | Центр               | Населені пункти                                              | Площа км² | Місце за площею | Населення (2001), осіб | Місце за населенням |
| -- | ------------------------------- | ------------------- | ------------------------------------------------------------ | --------- | --------------- | ---------------------- | ------------------- |
| 1  | Збаразька міська рада           | м. Збараж           | м. Збараж                                                    | 6,94      | 35              | 13053                  | 1                   |
| 2  | Базаринська сільська рада       | с. Базаринці        | с. Базаринці с. Малий Глибочок с. Тарасівка с. Чорний Ліс    | 22,500    | 18              | 1266                   | 18                  |
| 3  | Великовікнинська сільська рада  | с. Великі Вікнини   | с. Великі Вікнини с. Котюжини с. Малі Вікнини                | 34,560    | 5               | 2137                   | 4                   |
| 4  | Великокунинецька сільська рада  | с. Великий Кунинець | с. Великий Кунинець с. Малий Кунинець                        | 27,100    | 12              | 1281                   | 17                  |
| 5  | Вищелуб'янська сільська рада    | с. Вищі Луб'янки    | с. Вищі Луб'янки с. Новий Роговець                           | 27,050    | 13              | 1499                   | 12                  |
| 6  | Гніздичненська сільська рада    | с. Гніздичне        | с. Гніздичне с. Хоми с. Чеснівський Раковець                 | 30,370    | 9               | 1807                   | 8                   |
| 7  | Дзвинячанська сільська рада     | с. Дзвиняча         | с. Дзвиняча                                                  | 22,410    | 19              | 1019                   | 23                  |
| 8  | Доброводівська сільська рада    | с. Доброводи        | с. Доброводи                                                 | 20,420    | 21              | 1917                   | 6                   |
| 9  | Добромірківська сільська рада   | с. Добромірка       | с. Добромірка                                                | 18,100    | 25              | 529                    | 37                  |
| 10 | Залісецька сільська рада        | с. Залісці          | с. Залісці                                                   | 32,740    | 8               | 1617                   | 9                   |
| 11 | Залужанська сільська рада       | с. Залужжя          | с. Залужжя с. Івашківці с. Ліски                             | 32,820    | 7               | 1837                   | 7                   |
| 12 | Зарубинська сільська рада       | с. Зарубинці        | с. Зарубинці                                                 | 1,823     | 37              | 653                    | 33                  |
| 13 | Зарудянська сільська рада       | с. Заруддя          | с. Заруддя с. Витківці с. Олишківці                          | 29,120    | 10              | 1548                   | 11                  |
| 14 | Іванчанська сільська рада       | с. Іванчани         | с. Іванчани с. Мала Березовиця                               | 26,420    | 14              | 931                    | 24                  |
| 15 | Капустинська сільська рада      | с. Капустинці       | с. Капустинці с. Зарудечко с. Капустинський Ліс с. Мусорівці | 18,760    | 24              | 573                    | 36                  |
| 16 | Киданецька сільська рада        | с. Киданці          | с. Киданці                                                   | 19,160    | 23              | 888                    | 26                  |
| 17 | Кобильська сільська рада        | с. Кобилля          | с. Кобилля                                                   | 16,300    | 28              | 802                    | 29                  |
| 18 | Коханівська сільська рада       | с. Коханівка        | с. Коханівка с. Гнидава с. Діброва                           | 27,710    | 11              | 907                    | 25                  |
| 19 | Красносільська сільська рада    | с. Красносільці     | с. Красносільці с. Розношинці                                | 17,380    | 26              | 775                    | 31                  |
| 20 | Кретівська сільська рада        | с. Кретівці         | с. Кретівці с. Грицівці                                      | 13,550    | 30              | 632                    | 34                  |
| 21 | Лозівська сільська рада         | с. Лози             | с. Лози с. Кривчики                                          | 22,800    | 17              | 1443                   | 14                  |
| 22 | Максимівська сільська рада      | с. Максимівка       | с. Максимівка с. Гори-Стрийовецькі с. Чагарі-Збаразькі       | 26,130    | 15              | 1357                   | 16                  |
| 23 | Нижчелуб'янська сільська рада   | с. Нижчі Луб'янки   | с. Нижчі Луб'янки                                            | 20,610    | 20              | 1451                   | 13                  |
| 24 | Новиківська сільська рада       | с. Новики           | с. Новики с. Опрілівці с. Чумалі                             | 17,020    | 27              | 1092                   | 21                  |
| 25 | Охримівська сільська рада       | с. Охримівці        | с. Охримівці                                                 | 1,702     | 38              | 240                    | 38                  |
| 26 | Раковецька сільська рада        | с. Раковець         | с. Раковець с. Зашляхом                                      | 25,710    | 16              | 845                    | 28                  |
| 27 | Романовоселівська сільська рада | с. Романове Село    | с. Романове Село                                             | 12,800    | 31              | 887                    | 27                  |
| 28 | Синявська сільська рада         | с. Синява           | с. Синява с. Синягівка                                       | 2,504     | 36              | 1023                   | 22                  |
| 29 | Стриївська сільська рада        | с. Стриївка         | с. Стриївка с. Травневе                                      | 40,850    | 2               | 1578                   | 10                  |
| 30 | Шилівська сільська рада         | с. Шили             | с. Шили с. Діброва                                           | 19,850    | 22              | 709                    | 32                  |

* Примітки: м. — місто, с-ще — селище, смт — селище міського типу, с. — село